# Скарлетт, Хью, 7-й барон Абингер
Хью Ричард Скарлетт, 7-й барон Абингер DSO (англ. Hugh Richard Scarlett, 7th Baron Abinger; 25 ноября 1878 — 21 июля 1943) — британский лорд, подполковник Британской армии.

## Краткая биография
Сын подполковника Леопольда Джеймса Йорка Кэмпбелла Скарлетта. Заступил на службу в Королевский полк артиллерии 26 мая 1900, участвовал во второй англо-бурской войне в Южной Африке в 1900—1902 годах. Произведён в лейтенанты 25 марта 1902. Сражался на полях Первой мировой войны, награждён орденом «За выдающиеся заслуги». В отставку вышел в звании подполковника. Титул 7-го барона Абингера и Суррея принял 10 июня 1927. Занимался благоустройством графства Инвернессшир до конца своих дней. 15 октября 1913 женился на Марджори Урсуле Макфиллами. В браке родились сыновья Джеймс Ричард (унаследовал титул барона, 8-й барон Абингер), Джон Леопольд Кэмпбелл и Феликс Хью Лоуренс.